# Guillaume Vuilletet
Guillaume Vuilletet, né le 20 juin 1967 à Beauvais (Oise), est un homme politique français, député du Val-d'Oise et ancien conseiller régional d'Île-de-France.
Membre de EELV de 2010 à 2015, il fonde en 2015 avec François de Rugy le Parti écologiste dont il est le secrétaire général. Il accompagne François de Rugy dans son soutien à Emmanuel Macron lors de l'élection présidentielle de 2017.
Candidat investi par La République en marche (LREM) pour les élections législatives de 2017 dans le Val-d'Oise, il est élu député de la 2e circonscription,.

## Formation
Titulaire d’une maîtrise de sciences économiques (1991) et titulaire d’un Diplôme d'études approfondies (DEA) « Économie de l’Industrie, des Services, de la Culture et de la Communication » de l’Université de Paris I – Panthéon Sorbonne, Guillaume Vuilletet a été maître de conférence associé à l’IUT de Sceaux (Université Paris XI) et en a présidé le conseil d’administration de 2006 à 2010.[réf. nécessaire]
De 2009 à 2017 il a été consultant indépendant spécialisé dans les problématiques du développement des territoires, en particulier dans le domaine de l’habitat.

## Vie publique
Guillaume Vuilletet entame sa vie publique active en devenant en 1988 assistant parlementaire jusqu'en 1993.
Après avoir assumé les fonctions de directeur de cabinet du maire du Kremlin-Bicêtre (1995-1999), il est le conseiller parlementaire du ministre de l'Intérieur Jean-Pierre Chevènement, puis directeur adjoint de son cabinet de campagne présidentielle en 2002.
Auprès du ministre de l'Intérieur, il participera à l'avènement de nombreux textes parlementaires, telles la loi RESEDA (Loi n° 98-349 du 11 mai 1998 relative à l'entrée et au séjour des étrangers en France et au droit d'asile) ou la loi portant sur la réforme de l’intercommunalité (Loi n° 99-586 du 12 juillet 1999 relative au renforcement et à la simplification de la coopération intercommunale).
Membre de la section des relations extérieures du Conseil économique et social d’octobre 2003 à octobre 2005, Guillaume Vuilletet est le rapporteur de l'étude intitulée « Comparaison internationale des politiques d’accueil des étudiants étrangers : quelles finalités ? Quels moyens ? ».
Conseiller régional d'Île-de-France d'avril 2004 à décembre 2015, il est membre de la commission de la culture et des nouvelles technologies de la communication, de la commission des actions internationales et des affaires européennes et de la commission de l’aménagement du territoire.
D'octobre 2008 à mars 2010, il est élu par ailleurs président de l'Agence régionale des territoires et de la société de l'information (ARTESI Île-de-France) et participe à ce titre à plusieurs colloques d'initiative parlementaire consacrés à la France numérique et à la dynamisation des territoires.
Il a été vice-président du Centre Hubertine Auclair, centre Francilien de l'égalité femmes-hommes. Il a également été vice-président du comité régional du tourisme d'Île-de-France, où il était chargé en particulier du développement touristique des territoires.
A la fin de son mandat régional, il a par ailleurs été président de l’Agence régionale de promotion de l'égalité (ARPE) et il a été le fondateur et le président du groupe Union des démocrates et des écologistes (UDE) au Conseil régional d'Ile-de-France.
Mérysien depuis 2006, Guillaume Vuilletet a été adjoint au maire de la ville de Méry-sur-Oise de mars 2008 à mars 2014, chargé de l’urbanisme, du tourisme et du commerce.
Membre d’Europe Écologie Les Verts à partir de 2010, il quitte ce parti en 2015 et fonde avec François de Rugy le Parti écologiste, initialement dénommé Écologistes!, au sein de l’UDE. Il en est le secrétaire général.
Il accompagne François de Rugy dans son soutien à Emmanuel Macron, et il est le candidat investi par La République en marche !, parti de la majorité présidentielle fondé par Emmanuel Macron, pour les élections législatives 2017 dans la 2e circonscription du Val-d’Oise. Cette circonscription associe une partie de l’agglomération de Cergy à la Vallée de l’Oise et à une partie du Pays de France. Le 18 juin 2017 il a été élu député face au candidat sortant, Axel Poniatowski.
Depuis le 29 juin 2017 il est membre du bureau de l'Assemblée nationale présidé par François de Rugy et membre du Bureau de la Commission des Lois constitutionnelles, de la Législation et de l'Administration générale de la République présidé par Yaël Braun-Pivet.
Il devient en septembre 2020 « vice-président chargé de la coordination des coordinateurs » au sein du groupe LREM à l'Assemblée nationale sous la présidence de Christophe Castaner.
Début janvier 2025, Guillaume Vuilletet est nommé à l’Élysée en tant que conseiller Outre-mer du président de la République, selon une information d’Outremers360°, confirmée par l’Élysée au média Contexte.

## Travaux parlementaires
Membre de la commission des Lois de l'Assemblée nationale, il y a exercé le rôle de coordinateur ("whip") pour le groupe LREM. Il est membre de la délégation aux outre-mer de l’Assemblée nationale.

## Synthèse des résultats électoraux

### Élections législatives
| Année | Parti | Parti  | Circonscription  | 1er tour | 1er tour | 1er tour | 2d tour | 2d tour | 2d tour                      | Issue |
| Année | Parti | Parti  | Circonscription  | Voix     | %        | Rang     | Voix    | %       | Rang                         | Issue |
| ----- | ----- | ------ | ---------------- | -------- | -------- | -------- | ------- | ------- | ---------------------------- | ----- |
| 2017  |       | LREM   | 2e du Val-d'Oise | 12 921   | 35,46    | 1er      | 14 359  | 50,96   | 1er                          | Élu   |
| 2022  | ENS   | 10 252 | 2e du Val-d'Oise | 28,79    | 1er      | 17 462   | 53,25   | 1er     | Élu                          |       |
| 2024  | RE    | 13 044 | 2e du Val-d'Oise | 25,35    | 3e       |          |         |         | Retrait à l'entre deux-tours |       |

## Mandats nationaux
- 21 juin 2017 - 9 juin 2024 : Député de la 2e circonscription du Val-d’Oise[1],[2];
- 29 juin 2017 - 9 juin 2024 : Membre du Bureau de l'Assemblée nationale;
- 29 juin 2017 - 9 juin 2024 : Membre du Bureau de la Commission des Lois.

## Mandats locaux
- Conseiller régional d’Île-de-France d’avril 2004 à décembre 2015.
- Adjoint au maire de la ville de Méry-sur-Oise de mars 2008 à mars 2014, chargé de l’urbanisme, du tourisme et du commerce.

## Autres fonctions
- Secrétaire général du Parti écologiste depuis 2015.

## Publication
« Comparaison internationale des politiques d’accueil des étudiants étrangers : quelles finalités ? Quels moyens ? ».